# Linoxin
Als Linoxin (auch Linoxyn, Linoxid oder getrocknetes Leinöl) bezeichnet man ein Stoffgemisch, das durch oxidative Polymerisierung von Leinöl entsteht. Bei der Reaktion des Leinöls mit Sauerstoff geht das flüssige Öl über mehrere Zwischenstufen in einen festen, elastischen und kautschukartigen Film über, wobei weder der genaue Ablauf der chemischen Reaktionen noch der Aufbau des Linoxins abschließend geklärt sind.

## Herstellung, vermutete Struktur und Eigenschaften
Die großtechnische Synthese des Linoxins als Hauptbestandteil von Linoleum geht aus von Leinöl, das zunächst durch Entfernung von Wasser und Verunreinigungen vorbereitet wird. In Oxidationstrommeln wird das gereinigte, mit Sikkativen durchmischte Öl bei 80–120 °C von Luftsauerstoff durchströmt, wobei das Linoxin als halbfester, polymerer Stoff entsteht.
Bei der teilweisen Oxidation der im Leinöl als Glycerid gebundenen Linolsäure, einer ungesättigten Fettsäure, entstehen über teils radikalische Zwischenstufen polymere, vernetzte Strukturen, die auch noch nicht oxidiertes Leinöl in Form einer Emulsion enthalten. Das oxidierte Linoxin löst sich im Gegensatz zum Leinöl schon in kalten, schwach alkalischen Lösungen unter Verseifung, wobei Glycerin und Alkalisalze der Fettsäuren entstehen. Nach Weiteroxidation (Trocknung) sinkt der Anteil der enthaltenen Linolsäure immer weiter ab, was per Infrarotspektroskopie sehr genau verfolgt werden konnte, während der Vernetzungsgrad zunimmt.

## Verwendung

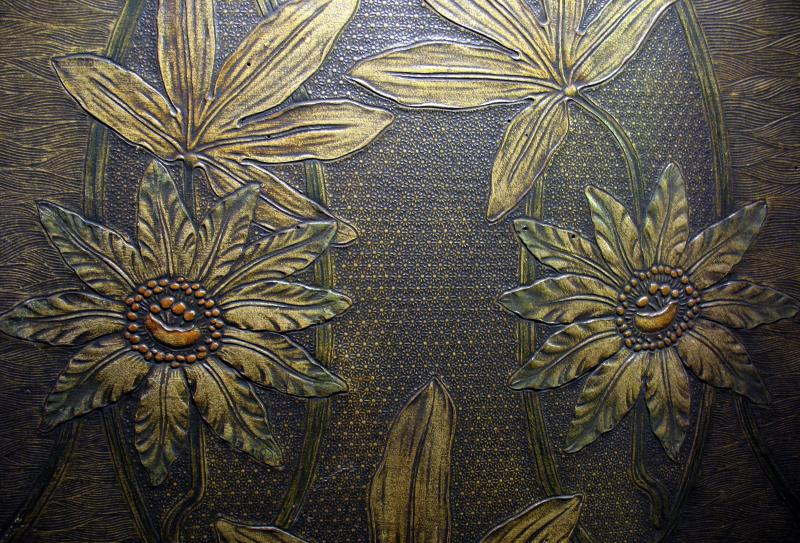
Lincrusta-Tapete in einer Jugendstil-Apotheke in Stuttgart (floraler Dekor, Original von 1901)

Linoxin findet als fester Stoff Verwendung als Hauptbestandteil von Linoleum und Linkrusta. Für Linoleum wird es mit Korkmehl und anderen Materialien vermischt und auf ein Trägergewebe aus Jute aufgetragen. Linkrusta besteht aus Linoxin, Kolophonium, Kopalharz, Holzmehl sowie Farb- und Füllstoffen. Die Herstellung beider Materialien wurde 1860 bzw. 1877 von dem britischen Erfinder Frederick Walton patentiert.
Besondere Bedeutung hat es seit langem in der Ölmalerei: zum einen indirekt, insofern es gerade seine Eigenschaften sowohl während der Bildung im Trocknungsprozess als auch die nach dessen (weitestgehenden) Abschluss sind, denen Leinöl seine Stellung als einem der wichtigsten und häufigsten Bindemittel für Farbpigmente zur Herstellung von Ölfarben verdankt. Zum anderen findet es, neben Leinöl selbst, auch direkt Anwendung als ein Zusatzstoff in Malmitteln, dort hauptsächlich zur Verdickung und Trocknungsbeschleunigung. 
Linoxin spielt zudem im Handwerk als Bindemittel für Ölfarbenanstriche eine Rolle. Entsprechende Leinölfarben sind mit Leinölfirnis versetzt. Durch darin enthaltene Sikkative wird die Oxidation des Leinöls zu Linoxin beschleunigt. Durch die Oxidation trocknet die Farbe, wobei das entstehende Linoxin die Farbstoffe in seiner Matrix bindet bzw. verklebt.